# Jan H. Maas
Johannes Henricus Maria (Jan) Maas (Heijen, 31 oktober 1937 - Nijmegen, 14 mei 2005) was een Nederlands sociaal geograaf, verbonden aan de Faculteit der Beleidswetenschap aan de Radboud Universiteit in Nijmegen, vooral bekend van zijn theorievorming over de Nederlandse agrosector.
Maas studeerde geografie en promoveerde in 1981 aan het Geografisch en Planologisch Instituut van de Radboud Universiteit Nijmegen op het proefschrift "Spaanse latifundios : bodemgebruik en werkgelegenheid op de grote landbouwbedrijven in Sevilla en Córdoba". Nadien bleef hij enige jaren bij hetzelfde instituut werkzaam, waarna hij overstapte naar de Faculteit der Beleidswetenschap aan dezelfde universiteit. Eind tachtiger jaren heeft hij meegewerkt aan het landbouw deel van de "Atlas van Nederland" uitgegeven in 1989.

## Publicaties
Maas werkte mee aan verschillende publicaties op het gebied van de geografie. Een selectie:
- 1981. Spaanse latifundios : bodemgebruik en werkgelegenheid op de grote landbouwbedrijven in Sevilla en Córdoba.
- 1984. Landbouw en ruimte : theorie en praktijk van de agrarische locatie
- 1988. De voederindustrie binnen de Nederlandse veehouderijcomplexen.
- 1994. De Nederlandse agrosector : geografie en dynamiek.

- Gemeinsame Normdatei: 171719409
- International Standard Name Identifier: 0000 0000 3857 9434
- Library of Congress Control Number: n86841056
- Nederlandse Thesaurus van Auteursnamen: 068301618
- Système universitaire de documentation: 158546016
- Virtual International Authority File: 48265470
- WorldCat: E39PBJwmQYj7MQPjyBFmkPCPcP